# 吉岡長増
吉岡 長増（よしおか ながます）は、戦国時代の武将。豊後国大友氏の一族吉岡氏当主。大分郡高田庄の鶴崎城・千歳城主。主に大友義鑑・義鎮（宗麟）父子の二代にわたって仕えた。法名は宗歓（そうかん）。

## 出自
大友親秀の子・頼宗が野津氏を称し、その子・親次が吉岡氏を称したとされる。親次の弟・親重は佐土原氏を称し、長増と同時期の頃には佐土原鑑親の名も見られる。
系図は、
吉岡親次─親政─親治─惟親─惟孝─為則（弟に政俊）─為頼─則忠─重孝（弟に重治）─長増
とされているが、当時の本物の系図は焼失したらしく上記の系図は後世の吉岡氏が作り直したもので、長増の子・鑑興の説明を見ると「永禄3年に亡くなった」、「後は吉岡鑑盈が継いだ」、吉岡長増が「鑑忠」と名乗っていたなど誤りが多く、吉岡長増の父親は吉岡重孝になっているが真偽不明で、長増以前の人物に関しては不明な点が多い。信憑性の高いと見られる史料には、長増の子に林式部（吉岡鑑興の弟）という人物が記載されている。

## 生涯

### 義長の時代
初期の活動については不明で、生没年に関しても確たる史料がないが、大友義長から偏諱（「長」の字）を受けていることを考えれば、少なくとも義長存命中には誕生し、元服を済ませているものと推定される。活動が見られるようになるのは、義長の子・義鑑の代からである。

### 義鑑の時代
吉岡氏で初めて加判衆に就任したとされ、少弐氏の援護のため大内氏と戦った記録がある。
天文元年（1532年）に陶興房が少弐氏を滅ぼさんとして肥前国に侵攻。陶軍の侵攻は、あらかじめ筑後国の領主や肥後国の菊池義武、相良氏、筑前国の秋月氏、肥前の有馬氏を味方につけての出陣であった。これに対し大友氏は大内氏の勢力拡大を防ぐため少弐氏援護に動いて援軍を送った。長増は後陣の大将として4千騎を率いて出陣。豊前国、次に筑後国そして筑前国を転戦した。筑後国では鏡城を落として陶軍の輸送路を遮断した。
天文2年（1533年）、大内義隆の命令を受けた豊前国の佐田朝景を筆頭とする宇佐郡衆らが豊後国に侵攻。長増が大将となってこれを撃退した。
天文3年（1534年）に加判衆を解任されて以降、目立った活動はない。また、義鑑から偏諱を受けて鑑忠（あきただ）に改名したとされる。

### 義鎮の時代
天文19年（1550年）、二階崩れの変が勃発し義鑑の嫡男・大友義鎮が家督を継承。義鑑は遺言状で長増を重職に就けるよう指名し、義鎮は長増を加判衆に再任した。以後は大友三老の一人として臼杵鑑速や吉弘鑑理と共に重用された。
長増は豊前、筑前、肥前方分として三ヶ国の政務を担当し、また日向国の土持氏も管轄した。菊池義武の反乱には佐伯惟教らの苦戦のため、志賀親守と共に出陣。討伐が済むと長増は他の家老と共に肥後経営を行った。
弘治2年（1556年）、小原鑑元の謀反の鎮定や弘治3年（1557年）の秋月文種討伐に参加。龍造寺隆信の討伐には先だって戸次鑑連と出陣。
永禄2年（1559年）長増は田北鑑生、吉弘鑑理と共に横岳資誠と小田鎮光（小田政光の嫡男）との領地境界線を裁決して和解させ、9月には戦いを続ける龍造寺隆信と神代勝利を和睦させた。この頃の長増は多忙であったようで、宇佐八幡の政務の代役を頼んだ吉弘鑑理宛の書状に「鑑理に頼んで悪いと思うが私の疲労を察してほしい」と記している。
永禄4年（1561年）8月頃、島津氏家老の伊集院忠倉の申し出を受け、日向国の伊東義祐と日向の島津家（豊州家）の和睦を成立させる。島津氏と大友氏の仲介となった肥後国の阿蘇惟将の家臣・隈庄親昌は書状で「肥後方分の志賀親守はいうに及ばず、吉岡長増、臼杵鑑速にまで私が仲良くさせてもらっているので、（二人を通じて）義鎮公のお耳に入り、大友が動いてくれたのであろうか」と記し、この頃の政治において二人の存在感が際立っているのがわかる。
永禄5年（1562年）5月、義鎮（宗麟）と共に出家し、宗歓と号す。筆頭家老に就任すると共に対毛利戦総責任者となる。
永禄7年（1564年）7月、室町幕府の仲介をもって毛利氏と大友氏は正式に和睦した。しかし、毛利元就は豊前・筑前の領主らへの調略を続けたため大友氏は幕府に元就の違背を訴え出ている。
永禄10年（1567年）の高橋鑑種討伐では斎藤鎮実と共に城を包囲するなど主たる戦には大半参加した。この高橋攻めの際、一緒にいた立花道雪、臼杵鑑速、吉弘鑑理は秋月種実の討伐に向かうが緒戦に勝利するも夜襲を受け敗北し、筑後に逃れた。事実上の総大将である宗歓は高橋攻めに残っていたが、宗麟は新たに出陣を命じた田原親宏に「吉岡宗歓（長増）に油断なくと伝えろ」と命じており、宗歓を頼りにする宗麟の様子が見られる。
永禄12年（1569年）、毛利軍が大友領に侵攻して来た（多々良浜の戦い）。当時の大友軍は毛利軍の猛攻に押され、筑前国の大半を奪われて滅亡の危機に立たされていた。これに対し宗歓は、毛利の主力軍が筑前国に集結しているのを見て尼子氏の遺臣・山中鹿之助に軍資金を援助して尼子氏再興を手助けし、毛利に下っていた尼子旧臣の米原綱寛に鹿之助に合力するよう促し成功（尼子再興軍の雲州侵攻）。また宗歓は大内輝弘を周防国に上陸させるにあたり、周辺海域を支配している村上水軍の村上武吉を筑前方面の通行税を取る権限を餌に寝返らせるが、この寝返りを毛利元就の策略と疑い、8月9日に大友水軍の若林鎮興に周防国の毛利軍補給基地を襲わせて村上の出方を伺った。すると確かに武吉は見て見ぬ振りをしたため、鎮興の攻撃は成功した。宗歓は周防国内に残る大内旧臣達に大内輝弘に協力するよう調略を開始し、さらに大友軍が豊前小倉城を攻めると流言を流し、10月9日に田原親宏に小倉城を攻撃させて吉川元春、小早川隆景の注意を小倉に向けさせ、同日に輝弘に兵を与えて筑前に出兵中の隙を突いて毛利領の周防に侵攻させた。10月10日、大内輝弘は周防国秋穂浦に上陸し、驚いた元就は主力軍を全て筑前国から撤退させた。こうして、大友氏は滅亡の危機を免れた（大内輝弘の乱）。
この頃、宗歓は田尻親種に対し「私は極めて年を取っており、（後は戸次鑑連達に任せて）安心して隠居する決意をしていたのだが、今鑑連、鑑速、鑑理の三人が出陣中なので、筑後の領主達、鑑連達の日夜の苦労、迷惑を察しなければなりません」(（永禄11年 - 12年頃）9月6日付け吉岡宗歓書状より）と引退を口にしている。
元亀元年（1570年）、二度目の龍造寺隆信討伐で宗麟は大友親貞を派兵させたが、大友軍が今山の戦いで大敗したため、大友氏側から和睦を提案。宗歓は戸次鑑連、臼杵鑑速を連れて佐賀城に入り、龍造寺隆信と対面して和睦を成立させ、人質の解放と龍造寺氏が肥前の領主達から奪った領地の返還等について話し合われた。
また島津義久が相良義陽の天草を攻めるという噂が立ち、義陽が大友氏に相談した際は、宗歓・鑑速が対応している。かつて両名は他の家老と島津貴久に友好の使者を送っており、永禄4年には薩摩国に入り、島津貴久と謁見し伊東義祐の対応をめぐって協議した経験を持っており、島津氏側にも名前が知られていた。
元亀3年（1572年）11月まで家老職にあった。天正元年（1573年）頃に没したと推測されている。享年は70代半ばから80ほどと思われる。立花道雪は耳川の戦いの大敗後、家臣団に「吉岡宗歓、臼杵鑑速の死後、大友の政治は無道でしかない」と書き送っている。

## 人物
- 大友氏の政治をよく担当した吉岡長増、臼杵鑑速を豊州二老という。なお豊州三老は政務と軍事の二つに分かれていて、小早川隆景等のいう豊州三老（または豊後三老）は軍事面の立花道雪、臼杵鑑速、吉弘鑑理を指している。
- 永禄4年（1561年）、奈多鑑基は娘が大友義鎮の正妻になったことで寺社奉行に取り立てられたため、長増は宇佐八幡の政務から身を引いた。しかし、宇佐八幡の分社、八幡奈多宮の神官であった鑑基は義鎮を後ろ盾にして、本社宇佐八幡の領地を横領、権威の一部を剥奪、さらに前大宮司の家を兵を送って破壊するなど横暴を極める。たまらず宇佐宮の宮司達は同年9月に長増、臼杵鑑速の二老に訴えでた。驚いた長増は謝罪し、前大宮司の下に警備兵を送り、さらに修繕などを約束した。鑑基には鑑速らと共にこれまでの行為を叱責し、横領などを白紙にする意見を出し実行した。

- 天正6年（1578年）8月、宗麟が重臣の反対するなか島津討伐を強行した際に、家老の吉弘鎮信は「吉岡宗歓殿、臼杵鑑速殿がいたときは政道正しく、上下の礼儀に違わず、信賞必罰が行われ、人の恨みはなかった。今は田原親賢の意見が重用され、代々の家臣が遠ざけられ、佞臣ばかりがはびこり、浅ましい限りである。立花道雪殿がここにいれば大友もここまで悪くならなかったろう」と耳川の戦いの経緯について無念を述べている。

- 永禄9年（1566年）のものと思われる書状に「宗歓殿にお伝えしたい問題があり、その用意をしていたところ宗麟夫人からこの問題のため佐藤左近将監が我らの所に使わされました。この問題の状況について項目をつけてお知らせします。あなたに考えてもらうことをお許しください。都合が良くなりましたら、宗歓殿は思われる考えを必ず仰って下さい。宗麟夫人の意向をもって解決の為関わって下さい。（お聞き入れください）鑑連　鑑速　鑑理より」とある。問題の内容は不明だが、宗歓が頼りにされている事が分かる。

- 江戸時代の資料には宗歓が度々、義鎮を諫言しているが、史実でも一萬田鑑相、宗像鑑久兄弟（共に高橋鑑種の兄弟にあたる）と服部右京の3人が義鎮に対し蜂起した際、宗歓（このときは長増）は3人をかばっている。「何度も(義鎮を）諫めたが、（義鎮）が厳しく討伐命令を出し（お聞きにならなかった）」

「吉岡長増他老中連判状」

## 系譜
子には鑑興（あきおき、後に鎮興に改名）のほか、鑑盈（あきみつ）や統定（むねさだ）、林式部らがいるとされるが、史料（系図）によって様々であり確たる証拠はない。
- 父：吉岡重孝（吉岡刑部）?
- 子：鑑興（室は妙林尼）
- 子：鑑盈
- 子：統定
- 子：林式部